# Luke Medley
Luke Medley, född 21 juni 1989 i Greenwich i London, är en engelsk fotbollsspelare. Hans position i Hayes & Yeading United är anfallare.
Medley debuterade för det lilla London-laget Welwyn Garden City FC redan som 16-åring och gjorde då mål i sin debut. Under denna period tillhörde han PROTEC och efter de fina insatserna gick han vidare till Barnet FC. Han spelade för the Bees i åtta månader och gjorde bland annat insatser i Herts Senior Cup. 
2006 fick han genom PROTEC chansen att gå vidare till Tottenham Hotspur FCs ungdomslag. Han representerade Spurs i FA Youth Cup 06/07. Han släpptes sedan sommaren 2007. 
Efter provspel fick han ett kontrakt med Bradford City AFC förra sommaren. Debuten kom mot Wrexham AFC den 25 augusti och vilken debut sen. Medley avgjorde matchen i den 78:e minuten med en riktig kanon till 2 - 1. Han gjorde också ett inhopp på Underhill Stadium den 1 september när Barnet FC vann med 2 - 1 efter att Jason Puncheon avgjort i 94:e matchminuten! 
Totalt blev det 1 match från start, 8 inhopp och 2 mål i Bradford City AFC. I januari gick han på lån till Cambridge City FC där han spelade med före detta Barnet-spelarna Ben Bowditch och Lee Roache. Det blev inga mål för Medley på sex matcher i City. 
Efter säsongens slut erbjöds Medley en förlängning av sitt kontrakt med Bradford City AFC men valde att tacka nej. Han ville flytta närmare London och nu fick han som han ville samtidigt som Barnet FC fick en snabb och kraftfull anfallare med fint tillslag.